# بنجامین ریگبی
بنجامین ریگبی (انگلیسی: Benjamin Rigby) هنرپیشه و فیلم‌نامه‌نویس اهل استرالیا است. وی از سال ۲۰۱۱ میلادی تاکنون مشغول فعالیت بوده‌است.
از فیلم‌ها یا برنامه‌های تلویزیونی که وی در آن نقش داشته‌است می‌توان به شیر و بیگانه: کاوننت اشاره کرد.